# José Moreira Brandão Castelo Branco
José Moreira Brandão Castelo Branco (4 de setembro de 1828 — 16 de julho de 1895), ou apenas Moreira Brandão, foi jornalista, poeta, advogado e político brasileiro. É o patrono da cadeira n.º 5 da Academia Norte-riograndense de Letras.

## Biografia
Nasceu em Goianinha, Rio Grande do Norte, filho de Antônio Pita Brandão e Justina Moreira Brandão, agricultores. Bacharelou-se pela Faculdade de Direito de Olinda, em 13 de novembro de 1849. Como jornalista, iniciou-se ainda acadêmico.
Foi oficial maior da Secretaria do Governo de Pernambuco. O presidente da província, conselheiro Honório Hermeto Carneiro Leão, depois Marquês do Paraná, encantado com a competência de Moreira Brandão, convidou-o para seu secretário, quando foi nomeado Embaixador do Brasil junto às Repúblicas do Prata. Moreira Brandão declinou do convite, dizendo “interessá-lo unicamente a sua província”. Em seu lugar, seguiu José Maria da Silva Paranhos, no futuro, o Barão e Visconde do Rio Branco.
Como político, foi dez vezes deputado provincial e três vez deputado geral. Seu eleitorado predominava na Região Agreste Potiguar. Era filiado ao Partido Liberal. Como deputado, presidiu a Assembleia Provincial em 1864-65, 88 e 1889, tendo sido o último presidente do Legislativo Estadual, quando se deu a Proclamação da República. No governo republicano de Pedro Velho de Albuquerque Maranhão, integrou a lista para seus auxiliares diretos. Foi diretor da Instrução Pública, por ato de 23 de junho de 1891.
Em 9 de outubro de 1852, no Engenho Ferreiro Torto, casou-se com Ana Joaquina de Moura, filha do coronel Estêvão José Barbosa de Moura. O casamento durou até 1870, quando Ana faleceu com apenas 25 anos, e gerou dez filhos, entre os quais, José Moreira Brandão Castelo Branco Filho, que foi deputado federal por Minas Gerais, e Maria Rosa Moreira Castelo Branco (1853 - 1878), primeira esposa de João Tibúrcio da Cunha Pinheiro.